# 黎梓恩
黎梓恩（英語：Lai Tsz-yan，1992年—），香港民主派人士，前香港沙田區議會王屋選區議員。黎梓恩原是傘後組織沙田新幹線成員，後獨立以黎梓恩社區服務團隊名義進行地區工作。由於出身自雨傘革命，一般被歸類為「傘兵」之一。屬沙田區獨立民主派人士。黎梓恩與其他沙田區獨立民主派區議員關係友好。

## 區議會選舉
- 2015年區議會選舉中首次當選為王屋區議員，以2,111票擊敗當區多次連任區議員的自由黨梁志偉[3]。

- 2019年區議會選舉，上屆落敗的梁志偉捲土重來挑戰黎梓恩，結果黎梓恩取得4,440選票成功連任。

## 反網絡23條
2015年12月5日，包含黎梓恩團隊在內的12個傘後組織組成聯盟發表聯合聲明，要求將於2015年12月9日於立法會二讀的2014年版權（修訂）條例草案中，豁免條款須使用更為開放的「用戶衍生 UGC」或「公平使用 Fair Use」；民事豁免須加上「豁免凌駕合約條款」（Contract override）的條文；以及須清楚列明「不誠實使用電腦罪」不適用於版權法。除非草案修訂後符合以上的要求，否則泛民議員須投下反對票。